# Vierge de Tarquinia
Pour les articles homonymes, voir Vierge et Tarquinia (homonymie).
La Vierge de Tarquinia (en italien : Madonna di Tarquinia) est une peinture religieuse de Filippo Lippi, datant de 1437 conservée à la Galleria Nazionale d'Arte Antica de Palazzo Barberini à Rome.

## Histoire
L'œuvre, datée du « A.D. M. MCCCCXXXVII » sur un cartellino, a été commandée par Giovanni Vitelleschi, commandant militaire pontifical et archevêque de Florence. La peinture était probablement destinée à son palais de sa ville natale de Corneto (maintenant Tarquinia).

## Thème
L'œuvre reprend un des thèmes de l'iconographie chrétienne, celui de la Vierge à l'Enfant trônant en majesté, soit une Maesta.

## Description
Dans un format à haut cintré, la Vierge assise sur trône raffiné, est placée au centre de la composition, portant robe rouge et cape de velours bleu. Elle tient l'Enfant Jésus portant un lange ; il s'appuie à la fois de la jambe droite sur une des cuisses de sa mère, de l'autre, la jambe gauche tendue, sur  un des accoudoirs. Sur l'autre accoudoir, celui montré à gauche, est posé un livre épais relié, à la couverture rouge.
À droite on distingue un lit à la couverture également rouge (couleur répétée de la Passion).
Le fond de la pièce montre une enfilade d'arcades, de voûtes et de piliers, d'ouvertures.
Un paysage, visible en partie par la fenêtre de gauche, montre un escarpement surmonté d'une fortification.

## Analyse
L'attention est portée sur les volumes, inspirés par Masaccio, les effets de lumière et le paysage qui est représenté avec minutie.
Filippo Lippi s'est inspiré aussi des maîtres flamands comme on peut le voir dans les détails à travers la fenêtre sur la gauche et la présence d'objets précieux.

## Sources
- (it) Cet article est partiellement ou en totalité issu de l’article de Wikipédia en italien intitulé « Madonna di Tarquinia » (voir la liste des auteurs).